# سويسرول
السويسرول أو كعكة ملتفة (بالإنجليزية: Roll cake أو Swiss roll) (نقحرات: كيك رول أو ميني رول)، هو طبق حلويات من المطبخ الأميركي، تلفّ وتقطّع على شكل كيك. تتميّز السويسرول بطراوتها وشكلها. تحضّر عادةً من الدقيق، البيض، السكر البودرة، البايكنغ باودر، الفانيليا والمربى الذي غالباً ما يكون مربى المشمش أو مربى الفريز. في هذه الحال تحتوي كل قطعة (50غ تقريباً) على 113 وحدة حرارية مع كمية قليلة جداً من الدهون (1غ) بما أنها لا تحتوي على أي نوع من الزيوت.
ولكن في بعض الوصفات يمكن إضافة الآيس كريم بنكهاته المختلفة وبهذه الحال ترتفع كمية الدهون والسعرات الحرارية.

## التاريخ
يعتقد أن جذور هذه الكعكة تعود إلى دول أوروبا الوسطى، ربما النمسا، على الرغم من تسميتها التي قد تشير إلى أنها لفائف سويسرية الاصل. يعد أقدم مرجع مطبوع معروف لنا حتى اليوم يصف الكعك الملفوف حول حشوات من الجيلي هو مجلة نورذرن فارمر في مدينة اوتيكا بولاية نيويورك الأمريكية التي نشرت في عدد شهر ديسمبر عام 1852 وصفة بعنوان «كيفية صنع كعك الجيلي». كانت الوصفة مشابهة لطريقة صنع لفائف السويسرول الحالية حيث أشارت إلى خبز الكعك، وتغطيته بطبقة من الجيلي، ثم تسخينه، ولفه، وتقطيعه حين يبرد إلى شرائح. كانت هذه الحلوى تسمى انذاك كعك الجيلي إلا انها عرفت على مدار تاريخها بالعديد من المسميات الأخرى مثل لفائف كعك الجيلي بدءًا من عام 1860، ثم اللفائف السويسرية «سويس رول» بدءًا من عام 1872، ثم لفائف الجيلي «جيلي رول» بدءًا من عام 1873.
لا يزال أصل تسمية السويسرول غير معروف، ولعل أقدم مرجع بريطاني أشار إلى عنصر مخبوز بهذا الاسم كان جريدة برمنغهام في صفحتها الثامنة من عدد يوم السبت 10 مايو 1856، التي جاء فيها إعلان لمطعم توماس ريتشاردز في 71 شارع نيو ستريت بمدينة برمنغهام وصف فيه المطعم بكونه يمتلك «أربعة عشر عامًا من الخبرة في صناعة فطائر لحم الخنزير الشهيرة، واللفائف السويسرية، والفطائر الفرنسية، والكعك الألماني، وكعك جنوة، وخبز غرانثام، وغيره من أنواع خبز الزنجبيل التي تتحدى المنافسين.» قد يشير هذا الإعلان أن اللفائف السويسرية ربما كانت ذات أصل إنجليزي، وتعود إلى عام 1842. صار المصطلح شائعًا فيما بعد ومتداولًا في كتب الطهي الإنجليزية خلال ثمانينيات وتسعينيات القرن التاسع عشر. ذكرت لفائف السويسرول أيضًا في كتاب «رحلة من ساوثهامبتون إلى كيب تاون» الذي نشر في عام 1872، وفي نفس العام ظهرت أيضًا وصفة لفائف السويسرول في الولايات المتحدة الأمريكية في كتاب الطهي المنزلي الأمريكي.
ذكرت وصفات الشطائر الملفوفة، أو البودنغ السويسري في الإصدار الثاني من كتاب «الدليل الكامل لخباز البسكويت وخبز الزنجبيل» الذي نشر في عام 1854. كما ظهرت كعكة ملفوفة على فاتورة لأحد المطاعم بتاريخ 18 يونيو 1871.
قدم كتاب «طاهِ المعجنات الأمريكي» الذي نُشر في مدينة شيكاغو عام 1894 عدة وصفات للفائف الجيلي كان من بينها لفائف السويسرول، ولفائف فينيسيا، ولفائف باريس، ولفائف الشوكولاتة.

## الخيارات المحلية

### ألمانيا
في ألمانيا، تسمى بـ Bisquitrolle، وهو ما يعني اللفة الإسفنجية. ويمكن أيضا أن تسمى نسبة إلى الحشوة (مثل Zitronenrolle – لفة الليمون، Erdbeerrolle – لفة الفراولة).

### جمهورية التشيك
في الجمهورية التشيكية، يسمى السويسرول بـ roláda أو piškotová roláda. وهي كعكة مشتركة تباع في كوكررنا وتوجد بالعديد من النكهات، على سبيل المثال الشوكولاته والقشدة وجوز الهند والمكسرات والفواكه والمربى.

### هونغ كونغ
من المحتمل أن تكون المملكة المتحدة هي البلد الأصلي لهذه الكعكة، حيث كانت هونغ كونغ إقليمًا بريطانيًا لا يتجزأ من القرن التاسع عشر إلى عام 1997. وعموما، تم بيع هذه الكعكة بجانب المعجنات الصينية الأخرى قبل فترة من وجود المخابز الآسيوية على الطراز الغربي مثل مكسيم. هناك العديد من الاختلافات الشعبية.

### إندونيسيا
تبيع معظم المخابز في إندونيسيا لفائف السويسرول التي تسمى هناك «بولو غولونغ» يوميًا بحشوات من الكريمة، أو الزبدة، أو الجبن، أو مربى الفاكهة.

### إيطاليا

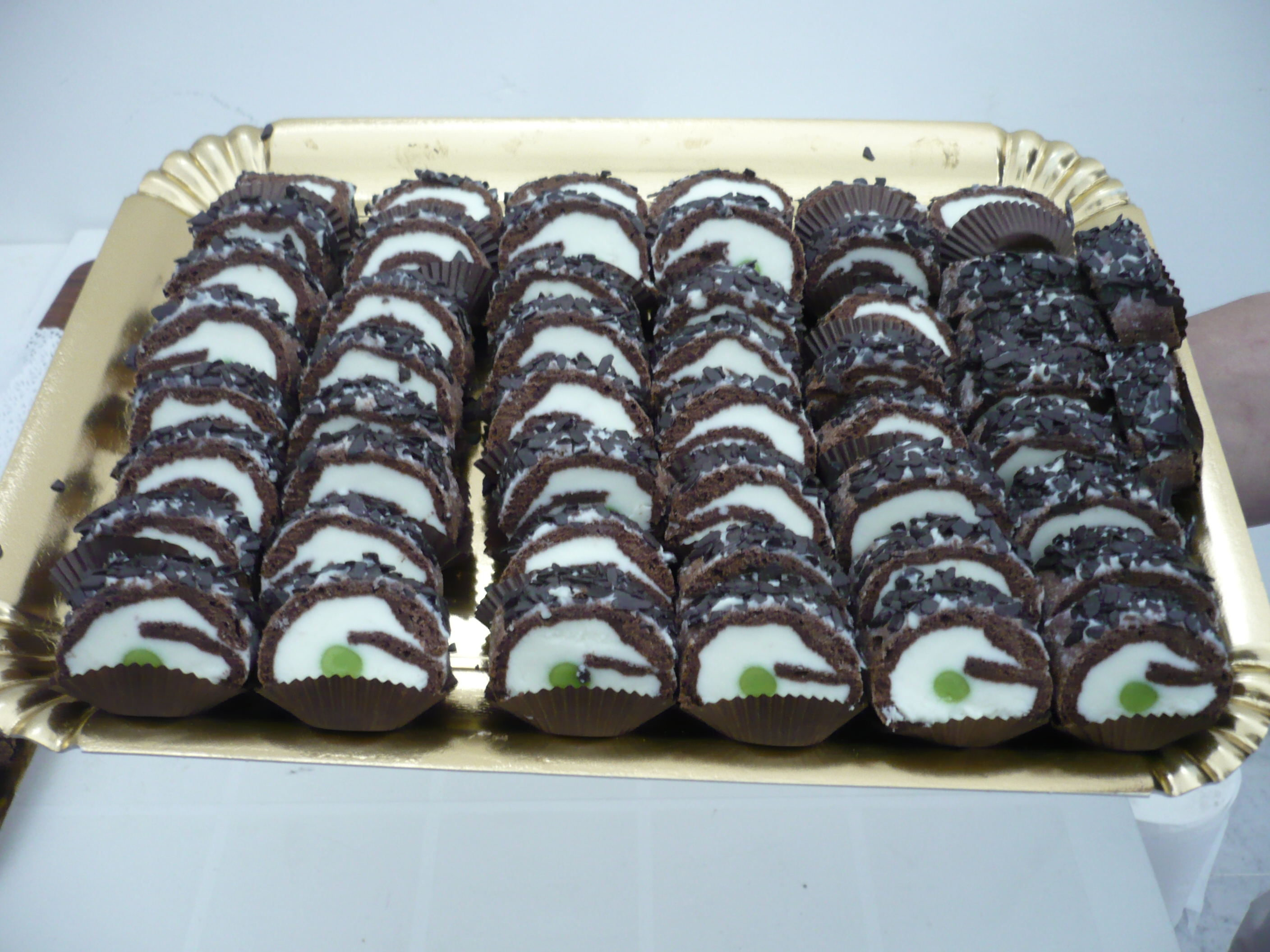
لفائف رولو إيطالية

يشبه كعك الرولو الذي يشتهر في مدينة كالتانيسيتا بجزيرة صقلية في إيطاليا لفائف السويسرول وهو عبارة عن كعكة إسفنجية مصنوعة من الشوكولاتة مع جبن الريكوتا.

### أمريكا اللاتينية

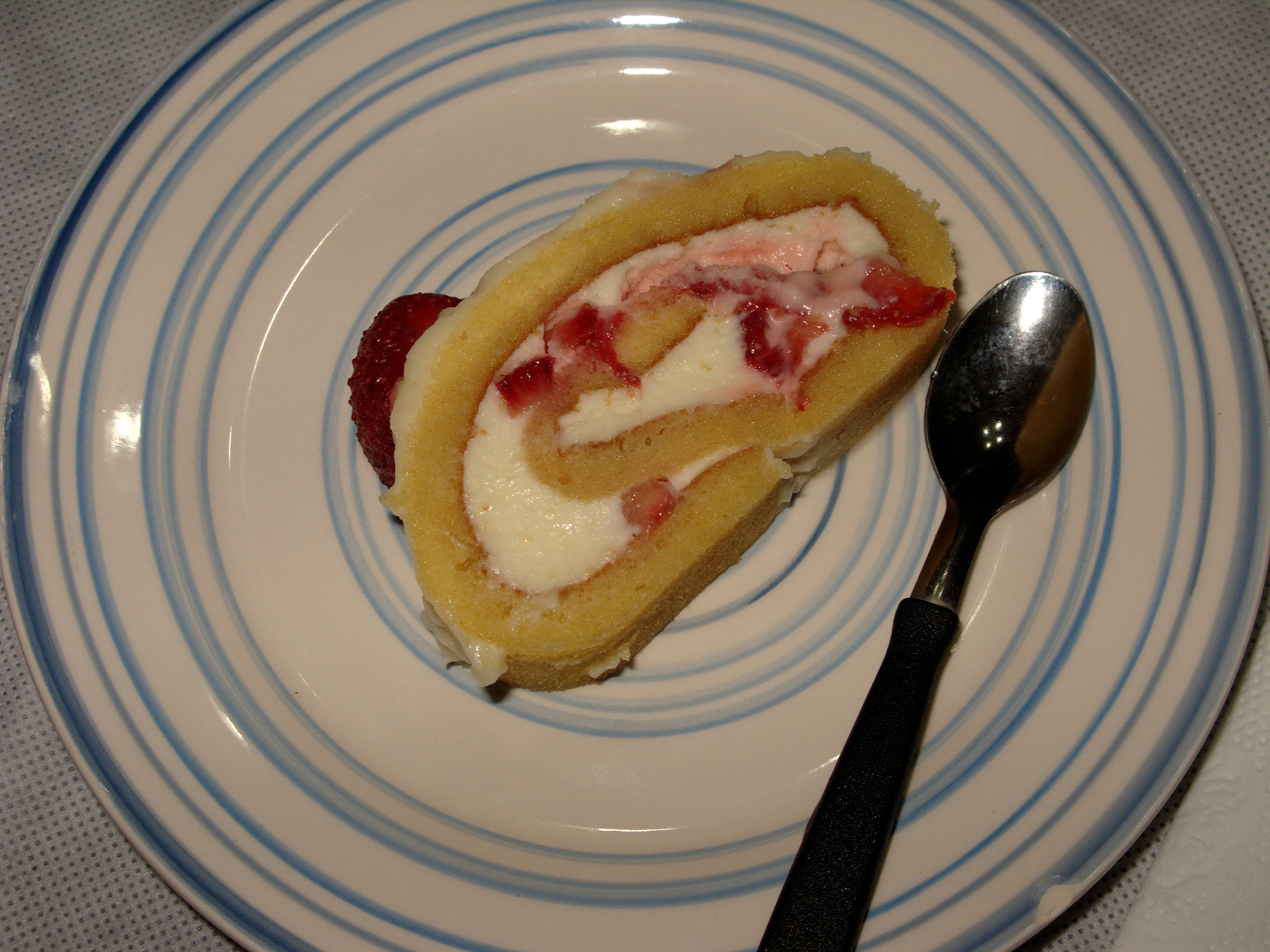
شريحة من كعك البيونونو الارجنتيني

يعرف السويسرول في كل من بورتوريكو وفنزويلا والإكوادور وغواتيمالا باسم «براثو دي خيتانو» ويصنع بقائمة متنوعة من الحشوات تتضمن الكريمة والشوكولاتة والآيس كريم وقد تضاف إليها بعض الفواكه. كما يعرف السويسرول في الأرجنتين وأوروغواي وبيرو وكولومبيا باسم «بيونونو» ويتم بحشوه بكريمة الحليب البيضاء أو بمربى الجوافة.